# 以心流
以心流（いしんりゅう）とは、
1. 小倉藩を中心に伝わった剣術と居合術の流派。
2. 岡藩を中心に伝わった剣術、槍術の流派。
3. 仙台藩を中心に伝わった剣術の流派。

## 小倉藩
流祖の鈴木兵左衛門吉定（兵太夫とも）は田宮自園入道（田宮長勝と見られている）に居合を学び、又三十七流の剣術を学んだ。その後、豊後の多福寺の賢岩禅師に参禅し、開悟して一流を開いた。小倉藩初代藩主の小笠原忠真がその名を聞いて招聘し、小倉に留まった。小倉藩にいた宮本武蔵もその技を賞賛したという。
小笠原長宣や小笠原忠雄が学んだほか、家臣を始めとする多くの者が学び、隆盛を極めたという。その後門人であった伊藤の子孫が代々流派を伝え、藩校の師範を務めた。後に無天流と称した。

## 岡藩
流祖は岡藩士の三宅政友以心である。父が文禄の役で福島正則の窮地を救ったという剣術の達人であった政友は才能を受け継ぎ、五ノ坪槍術や戸田流、卜伝流、無極流、新陰一刀流を修めた。その後「心なきところ剣の道なし」と悟り、「心を以って行う」という以心流を創始した。
貞享5年に帰藩した。藩主中川久恒に御先手物頭役を命じられ、藩の師範として以心流を教授した。藩主の信任は厚く、葬儀に際しては碧雲寺までの供を命じられるほどであったという。
元禄13年12月5日、80歳で死去。墓は現在の大正公園にあったという。流派は子孫が代々岡藩の師範として相伝した。岡藩のほか、高知藩、津和野藩、秋月藩、今治藩でも伝えられ、高知藩では山内容堂も学んだという。

## 仙台藩
流祖は白石孫助寛利である。藩校の養賢堂で教授されたという。